# Амара (Румыния)
Амара (рум. Amara) — город в Румынии в составе жудеца Яломица.

## История
В XVII веке господарь Матей Басараб даровал земли на берегу озера Амара монастырю в Слобозии. В 1864 году после секуляризации земли отошли государству. С 1967 года здесь стал развиваться курорт.
В 2004 году Амара получила статус города.